# Willy Lorenz
Eugen "Willy" Lorenz (Potsdam, Brandenburgo, 15 de agosto de 1890 - Erfurt, Turingia, 15 de julio de 1971) fue un ciclista alemán, profesional desde 1910 hasta 1927, tna solo cortada por los años de la Primera Guerra Mundial. Se especializó en el ciclismo en pista donde obtuvo 10 victorias en seis días, la mayoría haciendo pareja con Karl Saldow.

## Palmarés en pista
- 1911

1º en los Seis días de Dresden (con Karl Saldow)
- 1912

1º en los Seis días de Dresden 1 (con Karl Saldow)
1º en los Seis días de Dresden 2 (con Karl Saldow)
- 1913

1º en los Seis días de Hannover (con Karl Saldow)
- 1914

1º en los Seis días de Berlín (con Karl Saldow)
- 1921

1º en los Seis días de Breslau (con Eugen Stabe)
- 1922

 Campeón de Alemania en velocidad
- 1924

 Campeón de Alemania en velocidad
1º en los Seis días de Berlín (con Karl Saldow)
1º en los Seis días de Breslau (con Franz Krupkat)
- 1926

 Campeón de Alemania en velocidad
- 1927

1º en los Seis días de Berlín (con Alessandro Tonani)
1º en los Seis días de Dortmund (con Alessandro Tonani)